# Bai (ethnie)
Pour les articles homonymes, voir Bai.
 (décembre 2023).
Si vous disposez d'ouvrages ou d'articles de référence ou si vous connaissez des sites web de qualité traitant du thème abordé ici, merci de compléter l'article en donnant les références utiles à sa vérifiabilité et en les liant à la section « Notes et références ».

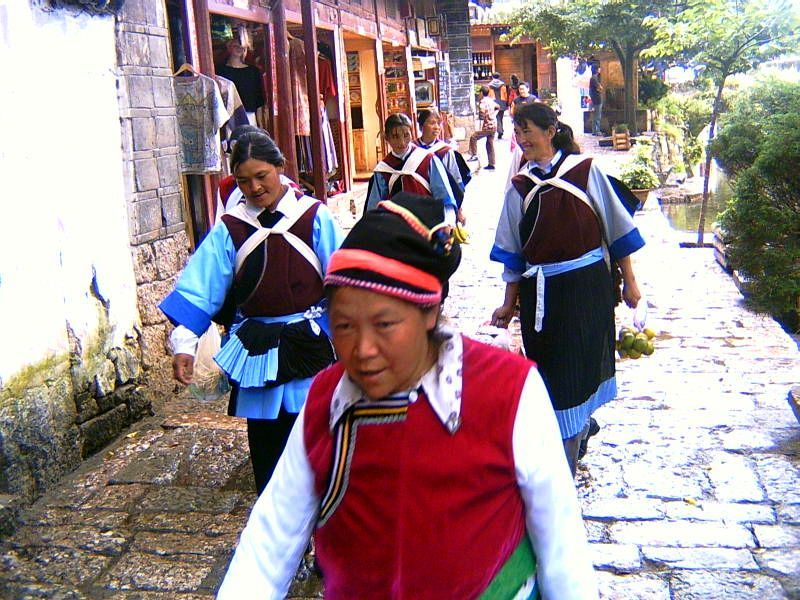
Femme bai en vêtement traditionnel, suivie de femmes naxi dans les rues d'un village ancien de Lijiang

Les Bai (chinois : 白族 ; pinyin : Báizú littéralement « ethnie blanche », à cause de leurs vêtements à dominante blanche), autrefois aussi appelés Minjia (chinois : 民家 ; pinyin : Mínjiā, « maison/famille du peuple »), sont un peuple du Yunnan dans le sud-ouest de la Chine et l'une des 56 ethnies officiellement reconnues par celle-ci. On les trouve aussi à Bijie dans la province du Guizhou et à Sangzhi dans la province du Hunan.
Dans leur propre langue, ils se nomment eux-mêmes Bairt‧zix [pɛ tsz̩], Bairt‧zix‧Bairt‧yvnx [pɛ tsz̩ pɛ jṽ̩], ou Bairt‧horx [pɛ xo], ou Bairt‧ngvrt‧zix‧horx [pɛ ŋv̩ tsz̩ xo], ou encore Bairt‧yin [pɛ ĩ].
Ils étaient au nombre de 1 858 063 au recensement de 2000.

## Histoire

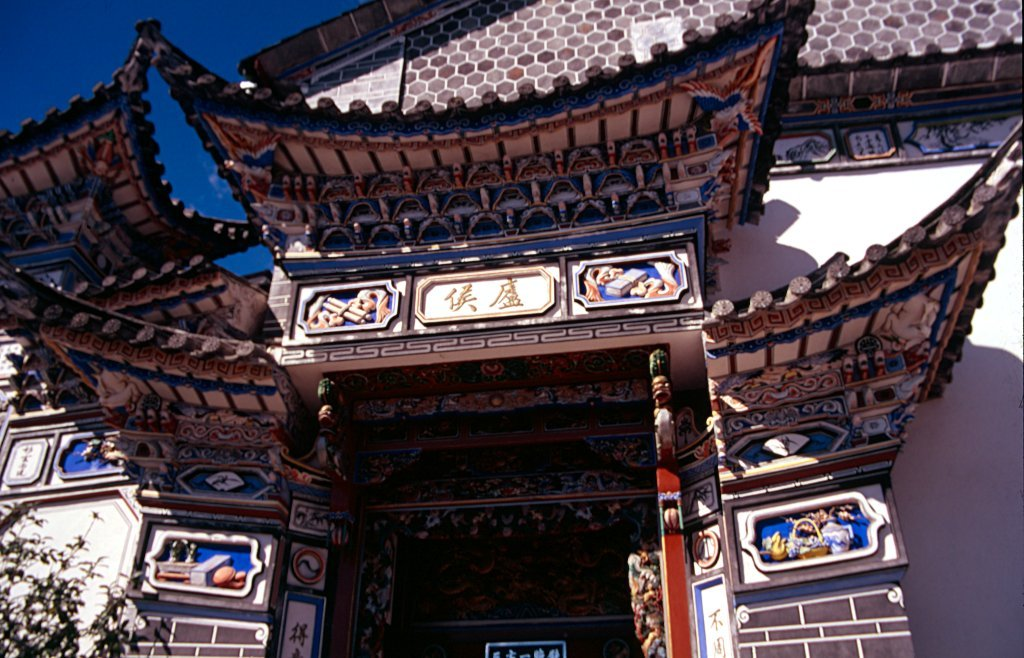
Entrée d'une maison bai traditionnelle (Dali)

Plusieurs hypothèses ont été formulées sur l'origine des Bai (autochtonie, migration de Han, fusion de peuples), mais aucune n'a définitivement emporté la conviction.
L'histoire politique des Bai est bien connue à partir des Tang. Le territoire des Bai est d'abord divisé en zhaos 詔 indépendants. Piluoge unit six de ces zhaos pour former le Royaume de Nanzhao (737-902), lequel comprend à la fois des Bai et des Yi. Succèdent à ce royaume trois courtes dynasties avant que Duan Siping, en 937, ne prenne le pouvoir et n'établisse le Royaume de Dali. Vingt-deux rois se succèdent jusqu'en 1253, date à laquelle une invasion mongole détruit le Royaume. En 1274, la province du Yunnan est créée, mettant fin à cinq siècles d'indépendance bai. Depuis cette date, le Yunnan est constamment demeurée une province chinoise.
Aujourd'hui, Dali est une préfecture autonome des Bai.

## Langue
Traditionnellement, on considère que les Bai parlent une langue de la branche tibéto-birmane des langues sino-tibétaines.
Toutefois, son appartenance n'est pas évidente. En effet, cette langue a emprunté une partie considérable de son lexique (plus de 70 %) au mandarin. Grâce aux transformations phonétiques et tonales différentes selon l'époque de l'emprunt, il est possible de distinguer un fonds ancien d'emprunts et un fonds plus récent. Une fois ce travail effectué, les mots proprement bai restent peu nombreux. C'est pourquoi certains linguistes voient aujourd'hui dans cette langue le plus proche parent du mandarin et l'excluent du groupe tibéto-birman. Le bai a un ordre syntaxique de base sujet-verbe-objet comme le chinois.
La langue bai se divise en trois dialectes principaux autour des villes de Dali, Jianchuan et Bijiang. Le dialecte de Bijiang est le plus archaïque et contient, tout comme celui de Jianchuan, des voyelles nasales qui ont disparu dans le parler de Dali. Le bai n'a pas d'écriture propre, mais il est possible de le noter au moyen des caractères chinois. Plus récemment, Zhao Yansun et Xu Lin, des linguistes d'origine bai, ont inventé un mode de transcription alphabétique et publié une grammaire et un dictionnaire de la langue bai. Le bai de Jianchuan comporte 8 tons, celui de Bijiang un de plus. Quatre de ces tons comportent une laryngalisation.

## Culture

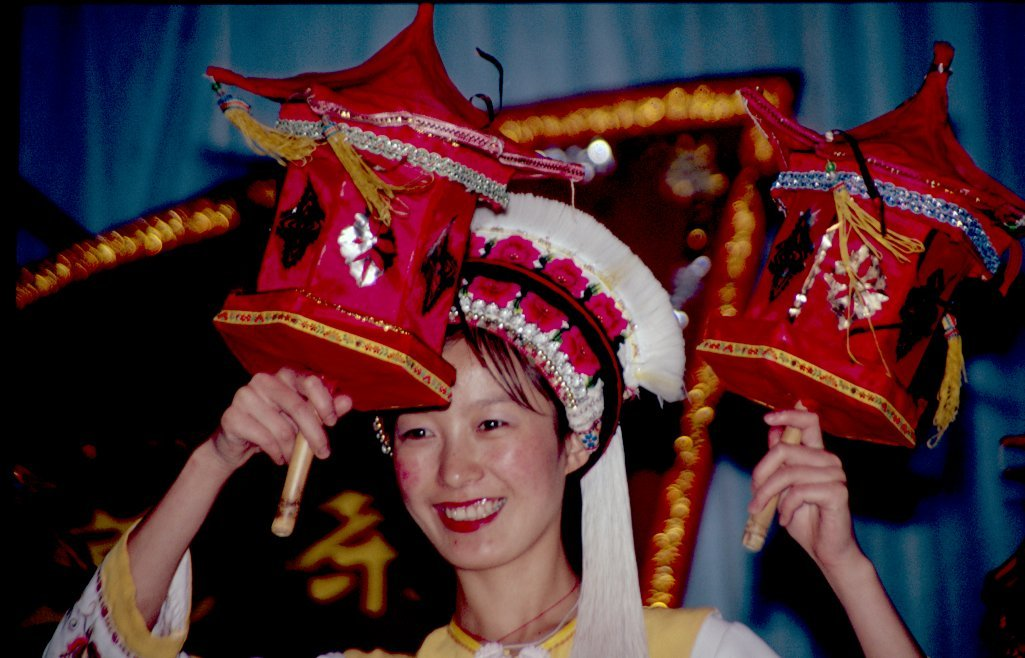
Danseuse bai

La culture des Bai comprend des chants et des danses, souvent très anciens.
Sur le mont Shibaoshan, situé au nord-est de la ville de Jianchuan, un festival de chants se déroule chaque automne, en août selon le calendrier lunaire. Il s'agit d'une grande fête qui dure plusieurs jours, à l'occasion de laquelle les Bai des villages alentour, ou même des régions voisines, viennent pour chanter. Les chants se présentent souvent sous la forme de questions-réponses entre deux personnes, généralement accompagnées par un instrument spécial du nom de san2 xian3 (litt. "trois cordes"). À la fin du festival, on procède à l'élection du meilleur chanteur. Selon la tradition, ce festival est souvent une occasion de rencontre pour les jeunes gens.
Les chansons des Bai consistent en paroles improvisées, rimées et rythmées, qui s'accordent à des mélodies pré-modelées. Dans ce domaine, il existe des maîtres réputés, qui habitent surtout dans les villages. À Jianchuan, un service culturel s'occupe d'organiser les fêtes, les concours et les spectacles, mais aussi d'enregistrer les chants des maîtres-chanteurs pour les conserver. Sous l'influence de la culture Han et en raison de l'urbanisation, les jeunes Bai savent de moins en moins chanter à la manière traditionnelle.
La sculpture est un art assez développé chez les Bai. Les artisans de Jianchuan sont ainsi réputés pour leur sculpture sur bois, en particulier pour la fabrication des volets qui portent des motifs sculptés et qui servent de porte aux pièces intérieures d'une maison.

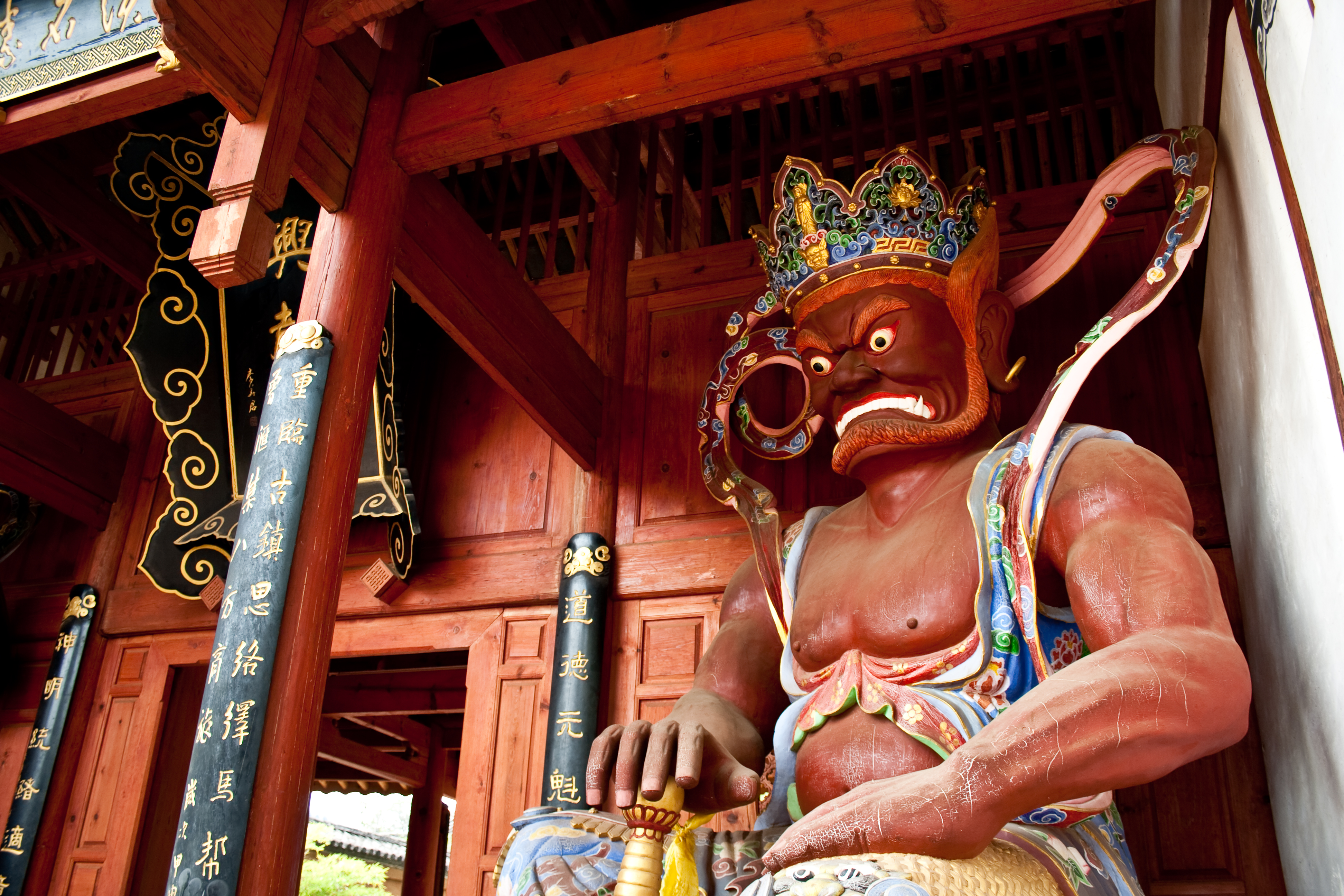
Divinité bouddhiste de la pagode bai « Xingjiao » (兴教寺), à Shaxi, Yunnan

Il existe à Jianchuan un ensemble important de sculptures bouddhistes de l'époque des Tang dans les grottes de Shibaoshan. Au cours du siècle dernier, les statues ont été gravement abîmées par des bandits locaux. Aujourd'hui, elles sont classées et protégées par l'État comme monuments historiques. Comme les trois pagodes de Dali, elles témoignent aussi de l'influence du bouddhisme que le Yunnan a subie sous les dynasties des Tang et des Song. Mais, par rapport aux trois pagodes qui ont été fortement restaurées, les statues de Jianchuan sont remarquables par leur état ancien et original.
Les costumes des Bai varient d'une région à l'autre. Aux alentours de Dali, le costume des femmes se distingue par le port d'un tablier et d'une coiffe représentant les quatre beautés de Dali (le vent, la fleur, la neige et la lune). Dans le nord, à Jianchuan, les vêtements sont de couleurs plus sombres et la coiffe de style plus sobre.

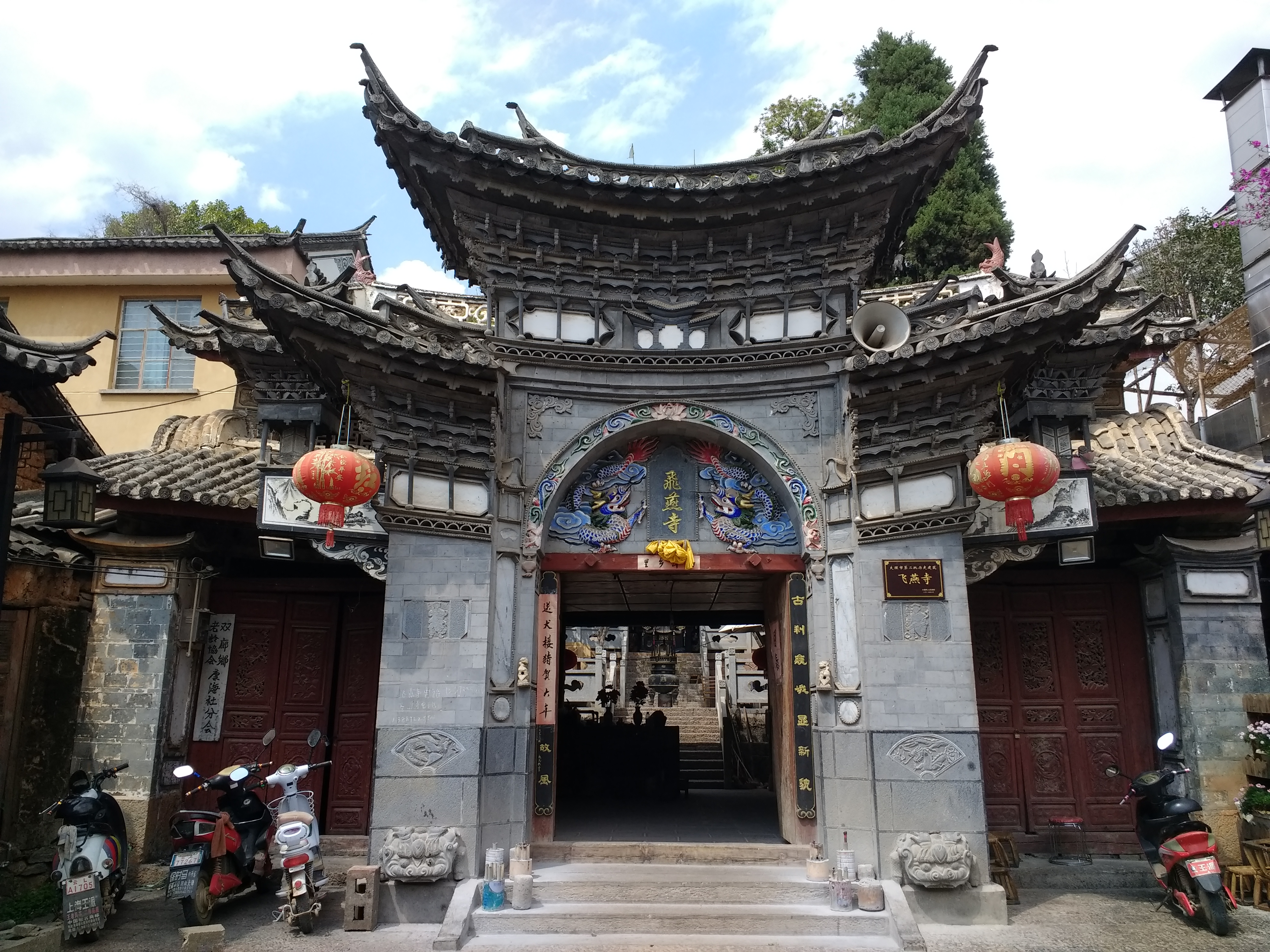
Entrée du temple Feiyan (飞燕寺), benzhuïste.

Les principales religions des Bai sont le bouddhisme, le taoïsme, le confucianisme et le benzhuisme (本主教).